# ISO 3166-2:AN
ISO 3166-2:AN é o subconjunto de códigos definido em ISO 3166-2, parte do padrão ISO 3166 publicado pela Organização Internacional para Padronização (ISO), para os nomes das principais subdivisões do Antilhas Holandesas.
As Antilhas Holandesas é dividida em cinco regiões insulares, mas atualmente não são definidos códigos.